# Kiichiro Furukawa
Kiichiro Furukawa (古川 麒一郎, Furukawa Kiichiro) (22 de Julho de 1929 — 29 de Junho de 2016) é um astrônomo japonês. Prolífico descobridor de asteroides é descobridor e co-descobridor de pelo menos 50 deles. Um asteroide foi nomeado 3425 Hurukawa em homenagem a sua contribuição.